# Выборы в Сенат США в Кентукки (2022)
Выборы в Сенат США в Кентукки состоялись 8 ноября 2022 года. Победитель представит штат в верхней палате Конгресса США.
Действующий сенатор-республиканец Рэнд Пол был впервые избран в 2010 году с 56% голосов, заняв место ушедшего в отставку Джима Баннинга. Переизбран в 2016 году с 57% голосов. В 2022 году баллотировался вновь. По результатам всеобщих выборов Пол был переизбран на третий срок.

## Праймериз Республиканской партии

### Кандидаты

#### Номинант
- Рэнд Пол — действующий сенатор США от штата Кентукки (с 2011 года)[2][4]

#### Участники праймериз
- Арнольд Бланкеншип — пенсионер[5]
- Пол Гамильтон — профессор экономики[5]
- Тэми Стэнфилд — бывший менеджер по продажам[5]
- Валери Фредерик[5]
- Джон Шейсс — вечный кандидат[5]

### Результаты
| Кандидат | Кандидат           | Партия          | Голосов | %     |
| -------- | ------------------ | --------------- | ------- | ----- |
|          | Рэнд Пол (действ.) | Республиканская | 333 051 | 86,35 |
|          | Валери Фредерик    | Республиканская | 14 018  | 3,63  |
|          | Пол Гамильтон      | Республиканская | 13 473  | 3,49  |
|          | Арнольд Бланкеншип | Республиканская | 10 092  | 2,62  |
|          | Тэми Стэнфилд      | Республиканская | 9526    | 2,47  |
|          | Джон Шейсс         | Республиканская | 5538    | 1,44  |
| Всего    | Всего              | Всего           | 385 698 | 100   |

## Праймериз Демократической партии

### Кандидаты

#### Номинант
- Чарльз Букер[англ.] — член Палаты представителей Кентукки[англ.] (2019—2021), кандидат в Сенат США (2020)[7]

#### Участники праймериз
- Джошуа Блэнтон-старший — ветеран армии США[8]
- Рут Гао — педагог и активистка[9]
- Джон Меррилл — химик, ветеран ВМС США[5]

#### Отказавшиеся от выдвижения
- Джим Грей[англ.] — министр транспорта Кентукки, бывший мэр Лексингтона, кандидат в Сенат США (2016), кандидат в Палату представителей от 6-го округа Кентукки (2018)[10]
- Рокки Эдкинс[англ.] — старший советник губернатора Энди Бешира, лидера меньшинства в Палате представителей Кентукки[англ.] (2017—2019), кандидата на пост губернатора Кентукки (2019)[11]

### Результаты
| Кандидат | Кандидат               | Партия          | Голосов | %     |
| -------- | ---------------------- | --------------- | ------- | ----- |
|          | Чарльз Букер           | Демократическая | 214 245 | 73,29 |
|          | Джошуа Блэнтон-старший | Демократическая | 30 980  | 10,60 |
|          | Джон Меррилл           | Демократическая | 28 931  | 9,90  |
|          | Рут Гао                | Демократическая | 18 154  | 6,21  |
| Всего    | Всего                  | Всего           | 292 310 | 100   |

## Всеобщие выборы

### Предвыборная статистика
Обозначения:
- Р — равенство
- НП — небольшое преимущество
- ДП — достаточное преимущество
- СП — существенное, но преодолимое преимущество
- ОП — огромное преимущество

| Источник                  | Рейтинг | По состоянию на: |
| ------------------------- | ------- | ---------------- |
| The Cook Political Report | ОП (Р)  | 22 сентября 2022 |
| Inside Elections          | ОП (Р)  | 23 сентября 2022 |
| Sabato's Crystal Ball     | ОП (Р)  | 31 августа 2021  |
| Politico                  | СП (Р)  | 5 сентября 2022  |
| RealClearPolitics         | ОП (Р)  | 20 сентября 2022 |
| Fox News                  | ОП (Р)  | 20 сентября 2022 |
| DDHQ                      | ОП (Р)  | 12 сентября 2022 |
| 538                       | ОП (Р)  | 22 сентября 2022 |
| The Economist             | ОП (Р)  | 15 сентября 2022 |

### Опросы
| Источник опроса | Период проведения | Размер выборки | Уровень погрешности | Рэнд Пол (Р) | Чарльз Букер (Д) | Другие/ Неопределившиеся |
| --------------- | ----------------- | -------------- | ------------------- | ------------ | ---------------- | ------------------------ |
| Mason-Dixon     | 19–22 января 2022 | 625 (ЗИ)       | ±4,0%               | 55%          | 39%              | 6%                       |

Рэнд Пол vs. представитель Демократической партии
| Источник опроса | Период проведения | Размер выборки | Уровень погрешности | Рэнд Пол (Р) | ПДП | Другие/ Неопределившиеся |
| --------------- | ----------------- | -------------- | ------------------- | ------------ | --- | ------------------------ |
| Mason-Dixon     | 1–4 февраля 2021  | 625 (ЗИ)       | ±4,0%               | 47%          | 41% | 12%                      |

### Результаты
| Кандидат | Кандидат           | Партия          | Голосов   | %     |
| -------- | ------------------ | --------------- | --------- | ----- |
|          | Рэнд Пол (действ.) | Республиканская | 913 257   | 61,81 |
|          | Чарльз Букер       | Демократическая | 564 231   | 38,18 |
|          | Чарльз Ли Томасон  | Независимый     | 110       | 0,01  |
|          | Билли Рэй Уилсон   | Независимый     | 24        | 0,00  |
| Всего    | Всего              | Всего           | 1 477 622 | 100   |